# Rietze Automodelle
Die Rietze GmbH & Co. KG ist ein deutscher Hersteller von Modellfahrzeugen mit Sitz in Franken/Bayern.

## Geschichte
Das Unternehmen wurde 1970 als Rietze Bausatzfertigung von Lothar Rietze gegründet, anfangs steckte das Unternehmen Modellbausätze zusammen. Im Jahr 1983 folgten die ersten Automodelle aus Kunststoff im Maßstab 1:87 (H0) von Autos japanischer Hersteller, da solche bis dahin in Deutschland kaum erhältlich waren. Firmengründer Lothar Rietze war Sammler von Modellautomobilen.
Im Jahr 1988 folgte das erste Omnibusmodell in Form eines Neoplan Cityliners. In den Folgejahren ließen mehrere Fahrzeughersteller (u. a. Mercedes-Benz, Ford, Setra, Iveco) Werbemodelle bei Rietze produzieren.
Der Schwerpunkt der Modellpalette liegt heute auf Nutzfahrzeugen (Einsatzfahrzeugen und Linienbussen). Nach Angaben des Unternehmensnetzwerks Die Deutsche Wirtschaft ist Rietze der weltweit führende Hersteller von Kunststoff-Omnibusmodellen im Maßstab 1:87. In den Jahren 2019 und 2020 produzierte das Unternehmen erstmalig Wagenmodelle von U-Bahnen, S-Bahnen und Straßenbahnen, ebenfalls aus Kunststoff.
2019 verlor Rietze einen Rechtsstreit vor dem EuGH gegen Volkswagen. Rietze wollte die Geschmacksmuster für zwei Caddy-Versionen und den T5-Bus löschen lassen, um für Modelle dieser Fahrzeuge keine Lizenzgebühren zahlen zu müssen, war damit aber letztlich nicht erfolgreich.
Das Unternehmen zählt heute zu den großen Herstellern für Modellautos und die Modelle sind bei Händlern in ganz Europa erhältlich. Neue Modelle werden auch von Medien der Busbranche besprochen.